# Miss Niger
Pour les articles homonymes, voir Miss.
Miss Niger est un concours de beauté destiné aux jeunes femmes nigériennes.

## Historique
L'édition de 2021 s'est déroulée au palais des congrès de Niamey. Elle et remportée par mademoiselle Mariama Amadou de Dosso,. Le montant remporté à l'occasion de cette élection a fait réagir par la faible dotation de 100 000 Cfa soit environ 150 euros.
L'édition de 2020 a eu lieu à Niamey au palais des congrès. Elle est remportée par Miriam Abdou Saleye. 
La 3eme édition de Miss Niger 2023 se déroulera du 10 septembre au 10 décembre 2022.
Voici le nom des miss régionales qui compétiront dans une semaine lors de la grande finale:
Miss Agadez; Zara Alhassane din-dine, 18ans, 1m75, 64kg, Deuxième année BEP
Dauphine Agadez: Fatima Mohamed Kawela, 18 ans, 1m70, 70 kg, lycée
Miss Maradi: Mohamed lawali Zoubeïda, 19ans, 1m75, 52kg, 2ème année de licence génie mécanique
Dauphine Maradi : Paul Boulous Naomie, 22 ans, 1m70, 52 kg, 1ère année Sociologie
Miss Dosso, Farida Farouck, 19 ans, 1m75, 50kg, Lycée
Dauphine Dosso: Raïna Youssouf, 18 ans, 1m74, 47 kg, lycée
Miss Niamey: Abba Khadija, 22 ans,1m76, 57 kg, 3ème année Droit
Miss Tillaberi: Boubacar Diakité Moufida, 18ans, 1m70, 54 kg, lycée
Dauphine Tillaberi : Djibrilla Maïgari Binta, 22 ans, 1m75, 50 kg, 3ème année (employé de commerce)
Miss Diffa, Aboubacar Oumara Yagana, 21 ans, 1m70, 69 kg, 2ème année ENSP
Miss Zinder: Roukaya Saadou, 19ans, 1m75, 55kg
Miss Tahoua: Aicha Abdoul Aziz Ousseini, 20 ans, 1m74, 53kg, 1ère année Droit
La Miss Niger 2023 partira avec une voiture estimée à plus de 3 millions de Fcfa. La cérémonie se tiendra le 10 décembre 2022 au Centre Mahatma Ghandi de Niamey.
Finalement, c'est la Miss de la région de Tahoua, Aicha Abdoul Aziz Ousseini, 20 ans, 1m74 qui est élue Miss Niger 2023. En 1ère année de Diplomatie internationale, elle veut consacrer son mandat à venir en aide aux orphelins pour contribuer à leur insertion sociale.

## Lauréates
| Années | Lauréates                  | Régions |
| ------ | -------------------------- | ------- |
| 2020   | Miriam Abdou Saleye        | Niamey  |
| 2021   | Mariama Amadou             | Dosso   |
| 2023   | Aicha Abdoul Aziz Ousseini | Tahoua  |